# Campionati mondiali di tennistavolo
I Campionati mondiali di tennistavolo si svolgono per la prima volta nel 1926, con una seconda edizione  nel 1928 con, fino al 1956, cadenza annuale (esclusi gli anni fra il 1940 ed il 1946 a causa del conflitto mondiale), mentre si svolgerà con cadenza biennale a partire dal 1957. Fino all'edizione del 2001 si sono disputate le competizioni individuali di doppio e a squadre nella medesima edizione, ma dal 2003 le competizioni sono state separate, alternandole (anni dispari titoli di "individuale" e di "doppio" ed anni pari "a squadre").

## Edizioni

### Individuali
Questo il dettaglio delle edizioni:
| No.       | Anno      | Sede                                                |
| --------- | --------- | --------------------------------------------------- |
| I         | 1926      | Londra, Regno Unito                                 |
| II        | 1928      | Stoccolma, Svezia                                   |
| III       | 1929      | Budapest, Ungheria                                  |
| IV        | 1930      | Berlino, Germania                                   |
| V         | 1931      | Budapest, Ungheria                                  |
| VI        | 1932      | Praga, Cecoslovacchia                               |
| VII       | 1933      | Baden, Austria                                      |
| VIII      | 1934      | Parigi, Francia                                     |
| IX        | 1935      | Wembley, Regno Unito                                |
| X         | 1936      | Praga, Rep. Ceca                                    |
| XI        | 1937      | Baden, Austria                                      |
| XII       | 1938      | Wembley, Regno Unito                                |
| XIII      | 1939      | Il Cairo, Egitto                                    |
| 1940-1946 | 1940-1946 | Non disputati a causa della Seconda guerra mondiale |
| XIV       | 1947      | Parigi, Francia                                     |
| XV        | 1948      | Wembley, Regno Unito                                |
| XVI       | 1949      | Stoccolma, Svezia                                   |
| XVII      | 1950      | Budapest, Ungheria                                  |
| XVIII     | 1951      | Wieden, Austria                                     |
| XIX       | 1952      | Bombay, India                                       |
| XX        | 1953      | Bucarest, Romania                                   |
| XXI       | 1954      | Wembley, Regno Unito                                |
| XXII      | 1955      | Utrecht, Paesi Bassi                                |
| XXIII     | 1956      | Tokyo, Giappone                                     |
| XXIV      | 1957      | Stoccolma, Svezia                                   |
| XXV       | 1959      | Dortmund, Germania                                  |
| XXVI      | 1961      | Pechino, Cina                                       |
| XXVII     | 1963      | Praga, Cecoslovacchia                               |
| XXVIII    | 1965      | Lubiana, Jugoslavia                                 |
| XXIX      | 1967      | Stoccolma, Svezia                                   |

| No.    | Anno | Sede                        |
| ------ | ---- | --------------------------- |
| XXX    | 1969 | Monaco di Baviera, Germania |
| XXXI   | 1971 | Nagoya, Giappone            |
| XXXII  | 1973 | Sarajevo, Jugoslavia        |
| XXXIII | 1975 | Calcutta, India             |
| XXXIV  | 1977 | Birmingham, Regno Unito     |
| XXXV   | 1979 | Pyongyang, Corea del Nord   |
| XXXVI  | 1981 | Novi Sad, Jugoslavia        |
| XXXVII | 1983 | Tokyo, Giappone             |
| XXXIX  | 1985 | Göteborg, Svezia            |
| XL     | 1987 | Nuova Delhi, India          |
| XLI    | 1989 | Dortmund, Germania          |
| XLII   | 1991 | Chiba, Giappone             |
| XLIII  | 1993 | Göteborg, Svezia            |
| XLIV   | 1995 | Tientsin, Cina              |
| XLV    | 1997 | Manchester, Regno Unito     |
| XLVI   | 1999 | Eindhoven, Paesi Bassi      |
| XLVII  | 2001 | Osaka, Giappone             |
| XLVIII | 2003 | Parigi, Francia             |
| XLIX   | 2005 | Shanghai, Cina              |
| L      | 2007 | Zagabria, Croazia           |
| LI     | 2009 | Yokohama, Giappone          |
| LII    | 2011 | Rotterdam, Paesi Bassi      |
| LIII   | 2013 | Parigi, Francia             |
| LIV    | 2015 | Suzhou, Cina                |
| LV     | 2017 | Düsseldorf, Germania        |
| LVI    | 2019 | Budapest, Ungheria          |
| LVII   | 2021 | Houston, Stati Uniti        |
| LVIII  | 2023 | Durban, Sudafrica           |
| LIX    | 2025 | Doha, Qatar                 |

### A squadre
| No.  | Anno | Sede                   |
| ---- | ---- | ---------------------- |
| I    | 2000 | Kuala Lumpur, Malaysia |
| II   | 2004 | Doha, Qatar            |
| III  | 2006 | Brema, Germania        |
| IV   | 2008 | Canton, Cina           |
| V    | 2010 | Mosca, Russia          |
| VI   | 2012 | Dortmund, Germania     |
| VII  | 2014 | Tokyo, Giappone        |
| VIII | 2016 | Kuala Lumpur, Malaysia |
| IX   | 2018 | Halmstad, Svezia       |
| X    | 2020 | Pusan, Corea del Sud   |
| XI   | 2022 | Baden, Austria         |
| XII  | 2024 | Pusan, Corea del Sud   |

## Giocatori più medagliati

### Uomini
| Pos. | Giocatore       | Paese                  | Periodo     | Oro | Argento | Bronzo | Totale |
| ---- | --------------- | ---------------------- | ----------- | --- | ------- | ------ | ------ |
| 1    | Victor Barna    | Ungheria / Inghilterra | 1929 - 1954 | 22  | 7       | 12     | 41     |
| 2    | Miklós Szabados | Ungheria               | 1929 - 1937 | 15  | 6       | 3      | 24     |
| 3    | Bohumil Váňa    | Cecoslovacchia         | 1935 - 1955 | 13  | 10      | 7      | 30     |
| 4    | Ma Long         | Cina                   | 2006 - 2023 | 13  | 1       | 4      | 18     |
| 5    | Ichiro Ogimura  | Giappone               | 1954 - 1965 | 12  | 5       | 3      | 20     |
| 6    | Wang Liqin      | Cina                   | 1997 - 2013 | 11  | 4       | 5      | 20     |
| 7    | Xu Xin          | Cina                   | 2009 - 2019 | 10  | 1       | 2      | 13     |
| 8    | Ivan Andreadis  | Cecoslovacchia         | 1947 - 1957 | 9   | 10      | 8      | 27     |
| 9    | Ferenc Sidó     | Ungheria               | 1947 - 1961 | 9   | 9       | 8      | 26     |
| 10   | Ma Lin          | Cina                   | 1999 - 2013 | 9   | 7       | 4      | 20     |
| 11   | Wang Hao        | Cina                   | 2003 - 2014 | 9   | 4       | 3      | 16     |

### Donne
| Pos. | Giocatrice        | Paese    | Periodo     | Oro | Argento | Bronzo | Totale |
| ---- | ----------------- | -------- | ----------- | --- | ------- | ------ | ------ |
| 1    | Mária Mednyánszky | Ungheria | 1926 - 1936 | 18  | 6       | 4      | 28     |
| 2    | Angelica Rozeanu  | Romania  | 1937 - 1957 | 17  | 5       | 8      | 30     |
| 3    | Wang Nan          | Cina     | 1997 - 2008 | 15  | 3       | 2      | 20     |
| 4    | Anna Sipos        | Ungheria | 1929 - 1935 | 11  | 6       | 4      | 21     |
| 5    | Gizella Farkas    | Ungheria | 1947 - 1959 | 10  | 9       | 8      | 27     |
| 6    | Guo Yue           | Cina     | 2003 - 2013 | 10  | 5       | 2      | 17     |
| 7    | Zhang Yining      | Cina     | 1999 - 2009 | 10  | 2       | 4      | 16     |
| 8    | Li Xiaoxia        | Cina     | 2006 - 2016 | 9   | 5       | 2      | 16     |
| 9    | Deng Yaping       | Cina     | 1989 - 1997 | 9   | 5       | –      | 14     |
| 10   | Ding Ning         | Cina     | 2009 - 2019 | 8   | 5       | 3      | 16     |
| 11   | Liu Shiwen        | Cina     | 2009 - 2019 | 8   | 4       | 3      | 15     |